# Ebensfelder Brauhaus

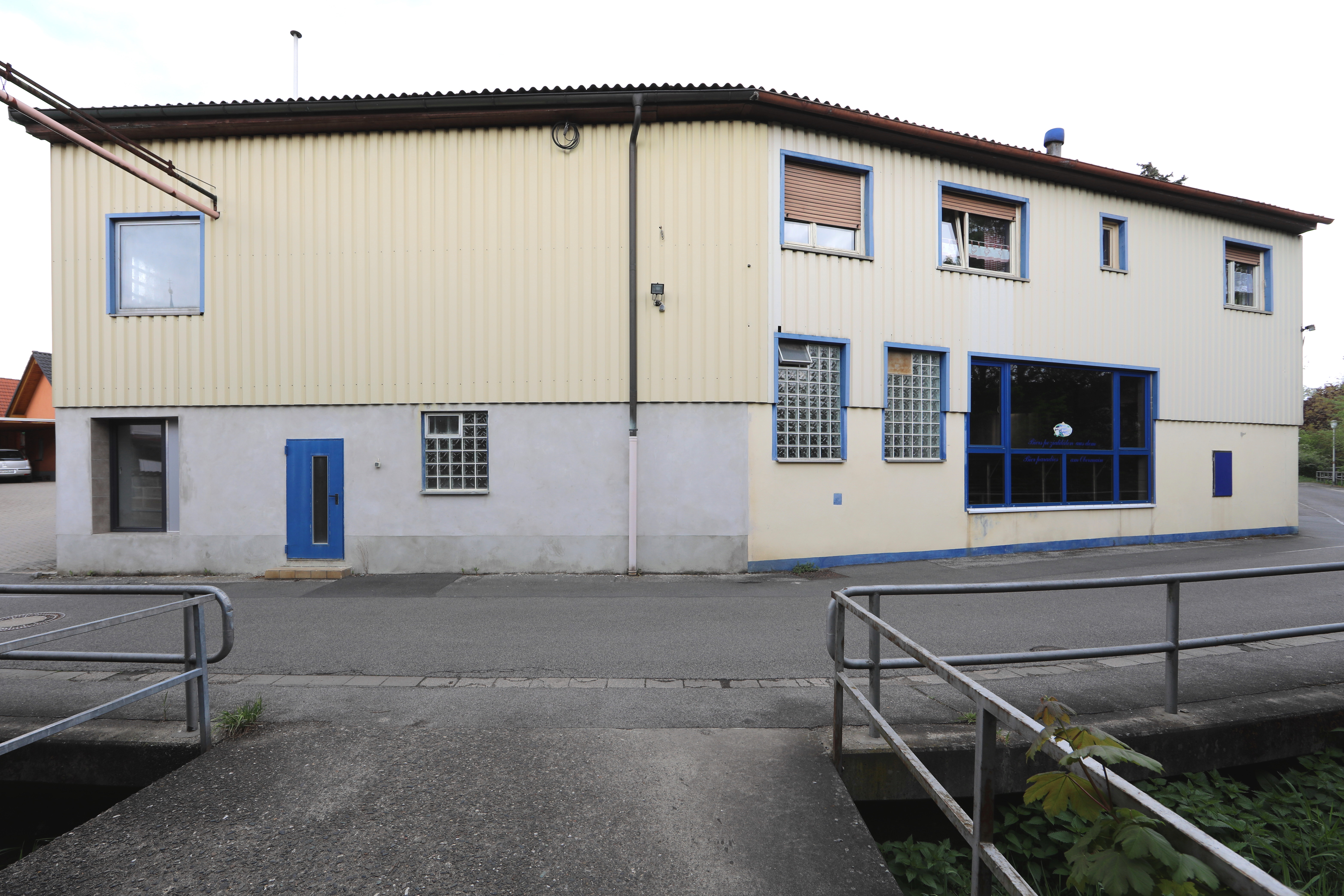
Brauhaus

Das Ebensfelder Brauhaus (auch Schwanenbräu) ist eine Bierbrauerei im oberfränkischen Markt Ebensfeld im Landkreis Lichtenfels.
Am 16. August 1752 erteilte der Bamberger Bischof Johann Philipp von Gebsattel an Nikolaus Pabstmann die „Gast- und Schildgerechtigkeit“ für ein „Haus, Bräuhaus, Stallung und Hofreith“. Nach mehrmaligem Besitzerwechsel erwarb 1864 Michael Rittmaier zu Strullendorf das Anwesen. Seitdem befindet sich die Brauerei in Familienbesitz. 1867 wurde ein 60 m tiefes Sandsteingewölbe zur Bierlagerung errichtet, der sogenannte „Engelhardts-Keller“. 1928 wurde die Brauerei, 1932 und 1933 der Bierkeller und die Kühlanlage erneuert. 1939 folgte die Mälzerei, 1960 das Sudhaus und ein Gär- und Lagerkeller. Die Verlagerung der Brauerei an ihren heutigen Standort erfolgte 1961. Eine Besonderheit ist die vor dem Gasthaus „Zum Schwan“ 2006 errichtete und öffentlich zugängliche Brunnenanlage, aus der anstelle dem sonst üblichen Wasser stattdessen Bier „gezapft“ werden kann.
Die Produktpalette umfasst die Biersorten Fränkisches Landbier, Adam Riese Urtrunk, Pilsener, Schwanen Weisse, Festbier, und Schwanador. Abgefüllt wird jeweils in Kronkorkenflaschen.